# John Patrick Amedori
John Patrick Amedori (Baltimore, Maryland, 20 d'abril de 1987) és un actor i músic estatunidenc. És conegut sobretot pel seu paper d'Evan Treborn al film The Butterfly Effect. També ha aparegut a moltes sèries de televisió com Law & Order, Nip/Tuck i Joan Of Arcadia. A més a més, ha participat en múltiples anuncis publicitaris.

## Vida personal
Amedori va estudiar interpretació a l'Actors Center de Filadèlfia. Ha tocat la guitarra des dels nou anys. Va formar la seva primera banda musical als 11 anys.
Actualment toca la guitarra i canta amb el grup d'indie rock Ceesau, amb el també actor Carmine Giovinazzo i Michael Brasic. Van gravar el seu primer EP el 2008.

## Filmografia

### Pel·lícules
- D Minus (1998) as Lead
- Gairebé famosos (Director's Cut) (2000) com ell mateix.
- Unbreakable (2000) com Hostage Boy
- Incest (2002) com Manni
- The Butterfly Effect (2004) com Evan Treborn, als 13 anys.
- Mrs. Harris (TV) (2005) com Young David Harris
- Little Athens (2005) com Jimmy
- The Good Humor Man (2005) com Corner Store Clerk
- Stick It (2006) com Poot
- Love is the Drug (2006) com Jonah Brand
- Kara's File (2007) com John
- TiMER (2009) com Mikey
- Scott Pilgrim vs. the World (2010) com Lollipop Hipster

### Televisió
- Law & Order (2001) com Zack, un episodi
- Philly (2001) com Neil Toland, dos episodis
- The Guardian (2002) com Justin Damira, 1 episodi: "The Divide"
- State of Grace (2002) co Neil Sullivan, 1 episodi: "Where the Boys Are"
- Still Standing (2003) com Jason, 1 episodi
- Joan of Arcadia (2004) com Loner Loser Kid God, un episodi
- Rocky Point (2005) com Eli, un episodi "Pilot"
- House, MD (2005) as Matt Davis, one episode "Poison"
- Ghost Whisperer (2005) com Jason Shields, un episodi
- Nip/Tuck (2005) com Max Pollack, un episodi
- Law & Order: Special Victims Unit (2005) com Wayne Mortens, un episodi
- Vanished (2006) com Max Collins, 13 episodis
- CSI: NY (2007) com T.J. Lindmark, un episodi: "Cold Reveal"
- Numb3rs (2007) com Lee Brady, un episodi
- The Cleaner (2008) com Brian Porter, un episodi
- Gossip Girl (2008) com Aaron Rose, 6 Episodis
- Law & Order: Los Angeles (2010) com K.K. Curren, 1 episodi